# ASV Geel
Die ASV Geel (offiziell: Allemaal Samen Verbroedering Geel) ist ein belgischer Fußballverein aus der flämischen Stadt Geel in der Provinz Antwerpen.
Der Verein entstand 1966 durch die Fusion der Vereine KFC Meerhout Sport (gegründet 1927, Matrikelnummer 893) und Hand in Hand Weversberg-Meerhout (gegründet 1934, Matrikelnummer 2169)  als FC Verbroedering Meerhout und war ursprünglich in der namensgebenden Gemeinde Meerhout ansässig. Der FC Verbroedering Meerhout spielte seit seiner Gründung die meiste Zeit in der viertklassigen Promotion, mit einer Unterbrechung von zehn Jahren (1987 bis 1997), die er in den provinziellen Ligen verbrachte, und einer Saison in der Dritten Division (2006/07).
Nachdem der KFC Verbroedering Geel im Sommer 2008 wegen Zahlungsunfähigkeit aufgelöst wurde, schlossen sich dessen ehemalige Vorstandsmitglieder dem FC Verbroedering Meerhout an. Eine Fusion der beiden Klubs war bereits zuvor im Gespräch gewesen. Daraufhin nahm man den Namen FC Verbroedering Geel-Meerhout an, zog nach Geel ins Stadion De Leunen, in dem der aufgelöste Verein bisher spielte und übernahm dessen Vereinsfarben blau-weiß (zuvor schwarz-weiß). Der FC Verbroedering Geel-Meerhout galt seitdem als inoffizieller Nachfolgeverein des KFC Verbroedering Geel.
2010 stieg Geel-Meerhout als Meister der Staffel C der Promotion in die Dritte Division auf, drei Jahre später folgte der Aufstieg in die Zweite Division über die Relegationsplay-offs. Zur Saison 2013/14 nannte man sich in ASV Geel um.